# Nationalliga A (Elektrorollstuhl-Hockey) 2016/17
Die Saison 2016/17 war die vierte Saison der Nationalliga A im Powerchair-Hockey in der Schweiz. Es wurden nun 4 Runden mit je vier Mannschaften gespielt. Die erste Mannschaft der Iron Cats aus Zürich sicherten sich überlegen und ohne Niederlage Toren ihre zweite Meisterschaft in der Nationalliga.

## Spieltag NLA
| 1. Spieltag           |   |                       |      |
| Rolling Thunder Bern  | – | Iron Cats Zürich      | 3:8  |
| Zeka Rollers A        | – | Whirldrivers Lausanne | 11:6 |
| Rolling Thunder Bern  | – | Zeka Rollers A        | 10:5 |
| Iron Cats Zürich      | – | Whirldrivers Lausanne | 13:7 |
| Whirldrivers Lausanne | – | Rolling Thunder Bern  | 4:9  |
| Iron Cats Zürich      | – | Zeka Rollers A        | 10:4 |

| 2. Spieltag           |   |                       |      |
| Zeka Rollers A        | – | Iron Cats Zürich      | 5:7  |
| Rolling Thunder Bern  | – | Whirldrivers Lausanne | 10:9 |
| Zeka Rollers A        | – | Rolling Thunder Bern  | 8:7  |
| Whirldrivers Lausanne | – | Iron Cats Zürich      | 2:11 |
| Iron Cats Zürich      | – | Rolling Thunder Bern  | 14:6 |
| Zeka Rollers A        | – | Whirldrivers Lausanne | 7:10 |

| 3. Spieltag           |   |                       |      |
| Whirldrivers Lausanne | – | Rolling Thunder Bern  | 3:14 |
| Zeka Rollers A        | – | Iron Cats Zürich      | 3:13 |
| Rolling Thunder Bern  | – | Iron Cats Zürich      | 2:4  |
| Whirldrivers Lausanne | – | Zeka Rollers A        | 5:10 |
| Iron Cats Zürich      | – | Whirldrivers Lausanne | 12:3 |
| Rolling Thunder Bern  | – | Zeka Rollers A        | 10:5 |

| 4. Spieltag           |   |                       |       |
| Iron Cats Zürich      | – | Whirldrivers Lausanne | 3:0 1 |
| Rolling Thunder Bern  | – | Zeka Rollers A        | 9:8   |
| Zeka Rollers A        | – | Iron Cats Zürich      | 4:4   |
| Whirldrivers Lausanne | – | Rolling Thunder Bern  | 0:3 1 |
| Iron Cats Zürich      | – | Rolling Thunder Bern  | 12:3  |
| Zeka Rollers A        | – | Whirldrivers Lausanne | 8:7   |

## Tabelle NLA
| Pl.            | Verein                   | Sp. | S  | U | N  | Tore    | Diff. | Punkte |
| -------------- | ------------------------ | --- | -- | - | -- | ------- | ----- | ------ |
| 1.             | Iron Cats Zürich (C)     | 12  | 11 | 1 | 0  | 111:420 | +69   | 34     |
| 3.             | Rolling Thunder Bern (M) | 12  | 7  | 0 | 5  | 086:800 | +6    | 21     |
| 2.             | Zeka Rollers A           | 12  | 4  | 1 | 7  | 078:980 | −20   | 13     |
| 4.             | Whirldrivers Lausanne    | 12  | 1  | 0 | 11 | 056:111 | −55   | 03     |
| Stand: Beendet |                          |     |    |   |    |         |       |        |

Legende

(M) – amtierender Schweizer Meister

(C) – Schweizer Cup-Sieger der letzten Saison

### Torschützen NLA (Top Ten)
| Pl. | Name              | Team                  | Tore |
| --- | ----------------- | --------------------- | ---- |
| 01. | Dominik Zenhäuser | Iron Cats Zürich      | 81   |
| 02. | Stefan Müller     | Rolling Thunder Bern  | 72   |
| 03. | Nelson Braillard  | Whirldrivers Lausanne | 56   |
| 04. | Jan Schäublin     | Zeka Rollers A        | 54   |
| 05. | Noe Spirig        | Iron Cats Zürich      | 30   |
| 06. | José Schnider     | Zeka Rollers A        | 22   |
| 07. | Daniel Rolli      | Rolling Thunder Bern  | 14   |
| 08. | Anja Jäggi        | Whirldrivers Lausanne | 08   |
| 09. | Stefan Aschwanden | Iron Cats Zürich      | 02   |
|     | Sarah Schmid      | Rolling Thunder Bern  | 02   |